# ۱۱۳۰ (قمری)
۱۱۳۰ (قمری)، هزار و صد و سی‌امین سال در گاهشماری هجری قمری است. اول محرم این سال برابر با پنجم دسامبر سال ۱۷۱۷ میلادی است.